# Бланд (Міссурі)
Бланд (англ. Bland) — місто (англ. city) в США, в округах Ґасконейд і Осейдж штату Міссурі. Населення — 506 осіб (2020).

## Географія
Бланд розташований за координатами 38°18′2″ пн. ш. 91°37′59″ зх. д. / 38.30056° пн. ш. 91.63306° зх. д. (38.300447, -91.633062).  За даними Бюро перепису населення США в 2010 році місто мало площу 1,67 км², уся площа — суходіл.

## Демографія
Згідно з переписом 2010 року, у місті мешкало 539 осіб у 230 домогосподарствах у складі 142 родин. Густота населення становила 323 особи/км².  Було 292 помешкання (175/км²).
Расовий склад населення:
| - 97,6 % — білих - 0,6 % — корінних американців - 0,6 % — азіатів |

До двох чи більше рас належало 1,1 %. Частка іспаномовних становила 0,6 % від усіх жителів.
За віковим діапазоном населення розподілялося таким чином: 23,6 % — особи молодші 18 років, 59,7 % — особи у віці 18—64 років, 16,7 % — особи у віці 65 років та старші. Медіана віку мешканця становила 41,9 року. На 100 осіб жіночої статі у місті припадало 107,3 чоловіків;  на 100 жінок у віці від 18 років та старших — 101,0 чоловіків також старших 18 років.
Середній дохід на одне домашнє господарство  становив 35 100 доларів США (медіана — 28 177), а середній дохід на одну сім'ю — 39 851 долар (медіана — 31 250). За межею бідності перебувало 42,3 % осіб, у тому числі 63,4 % дітей у віці до 18 років та 17,1 % осіб у віці 65 років та старших.
Цивільне працевлаштоване населення становило 159 осіб. Основні галузі зайнятості: освіта, охорона здоров'я та соціальна допомога — 41,5 %, роздрібна торгівля — 20,8 %, виробництво — 8,8 %, оптова торгівля — 6,9 %.